# Colonizarea portugheză a Americilor

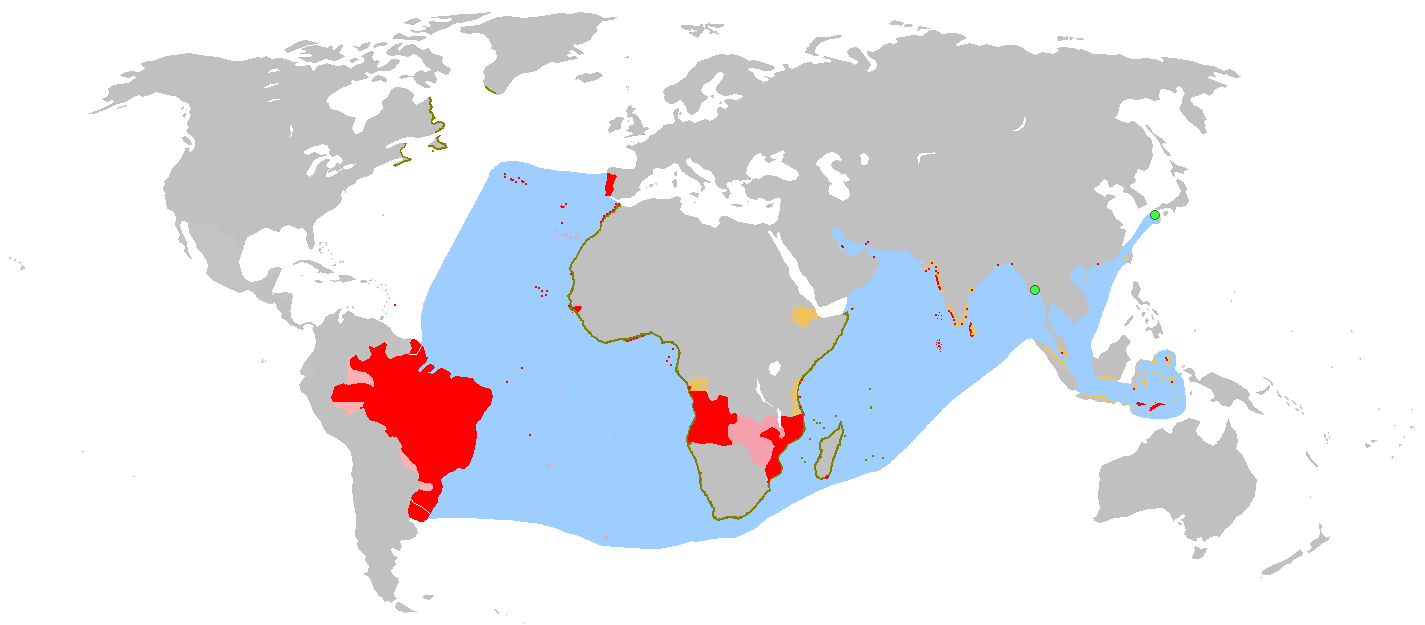
Imperiul portughez cu toate posesiunile sale

Colonizarea portugheză a Americilor se referă la explorarea și colonizarea Lumii Noi (America) de către Portugalia începând cu secolul al XV-lea. Tratatul de la Tordesillas, semnat în 1494, împărțea Pământul, din afara Europei, în două emisfere: spaniolă și portugheză. Fiecare stat iberian avea drepturi exclusive de cucerire și colonizare a părții sale. 
Portugalia a colonizat părți din America de Sud, în special Brazilia, dar a avut și încercări eșuate de a crea colonii în America de Nord, Canada. 

## Colonii în America de Nord
În 1501 și 1502, frații Corte-Real au explorat Newfoundland și Labrador și le-au ocupat în numele Coroanei portugheze. Curând, în 1506, regele Manuel I al Portugaliei a creat taxe pentru pescuitul de cod în golfurile Newfoundlandului. Colonia lui João Álvares Fagundes a fost abandonată în numai cinci ani de fondare. Invazia pământurilor indigenilor de către europeni a fost întâmpinată de rezistența acestora. În plus, coloniștii portughezi nu au fost mulțumiți de clima aspră complet diferită de cea caldă din Portugalia. Acestea au fost principalele cauze ale eșecului proiectului de a coloniza și exploata resursele naturale din America de Nord.

## Colonizarea Braziliei

Colonia Brazilia

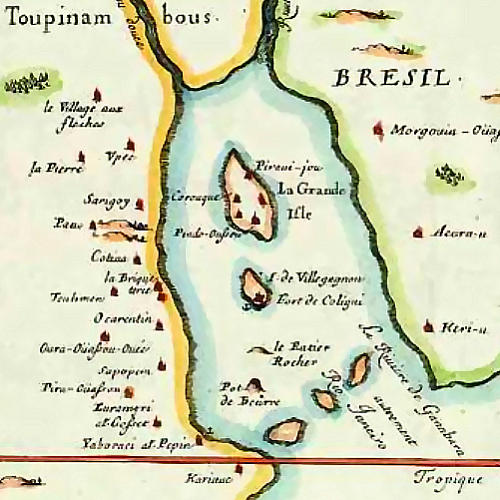
Franța Antartică

Exploratorul Pedro Álvares Cabral a ajuns pe 22 aprilie 1500 în ceea ce este astăzi Porto Seguro, Brazilia. Locuire permanentă nu a început până la fondarea în 1532 a orașului São Vicente, deși posturile temporare de comercializare au fost stabilite anterior pentru a colecta lemn brazilian, folosit drept colorant.
Așezările permanente au apărut odată cu crearea industriei trestiei de zahăr, iar cerința de forță de muncă a necesitat aducerea de sclavi indieni, iar mai apoi africani. Capitala, Salvador, a fost întemeiată în 1549 în Golful Sfinților. Primii iezuiți au sosit în același an. 
Din 1565 și până în 1567, Mem de Sá, un oficial portughez și al treilea guvernator general al Braziliei, a reușit să distrugă colonia franceză numită Franța Antartică (France Antarctique) din golful Guanabara. Împreună cu nepotul său, Estácio de Sá, au fondat orașul Rio de Janeiro în martie 1567.
Între 1630 și 1654, olandezii au ocupat regiunea de nord-est al Braziliei, cu capitala la Recife. Portughezii au câștigat o victorie importantă în a doua bătălie de la Guararapes în 1649. Din 1654, olandezii au predat tot teritoriul Braziliei în mâinile portughezilor.
Spre deosebire de Spania, Portugalia nu și-a împărțit teritoriile coloniale din America. Au creat un sistem de conducere centralizat cu centrul în Salvador, care raporta direct Lisabonei. Ca urmare, Brazilia nu a fost împărțită în mai multe state după data independenței în 1822, așa cum s-a întâmplat cu vecinii săi vorbitori de limbă spaniolă. Adoptarea monarhiei în locul republicii federale în primele șase decenii de suveranitate politică brazilian, de asemenea, a contribuit la unitatea națiunii.